# محمية مسند
أنشأت محمية مسند في الشارقة بعد إصدار سلطان بن محمد القاسمي عضو المجلس الأعلى حاكم الشارقة- الإمارات العربية المتحدة، المرسوم الأميري رقم 45 لسنة 2015. ويقضي المرسوم حظر الأعمال والأنشطة والتصرفات التي من شأنها إتلاف أو تدهور النظام البيئي أو الإضرار بالحياة البرية أو البحرية أو الفطرية أو المساس بقيمتها الجمالية في المحمية، ما لم يتم ذلك وفقاً للقواعد التي تحددها الأنظمة واللوائح والقرارات البيئية التي تصدرها السلطة المختصة.
في 10 مارس 2021 / وام / واصلت شركة الاتحاد للقطارات - المطور والمشغل لشبكة السكك الحديدية الوطنية في الإمارات عمليات إعادة توطين العديد من فصائل الحيوانات البرية بمحمية مسند الطبيعية في إمارة الشارقة عبر نقلها إلى مناطق آمنة قريبة وفق أفضل الممارسات العالمية، ذلك بالتعاون مع هيئة البيئة والمحميات الطبيعية في الشارقة ومختلف الجهات المعنية في الدولة والخبراء البيئيين والمقاولين.
ونظمت الشركة عمليات لنقل الحيوانات بحذر من محمية مسند الطبيعية باعتبارها ضمن المناطق المقررة لمسار السكة الحديدية الوطنية في الدولة.

## روابط خارجية
محمية المسند على يو تيوب